# Petite rivière Péribonka
Petite rivière Péribonka är ett vattendrag i Kanada.   Det ligger i provinsen Québec, i den östra delen av landet, 500 km nordost om huvudstaden Ottawa.
I omgivningarna runt Petite rivière Péribonka växer i huvudsak blandskog. Runt Petite rivière Péribonka är det mycket glesbefolkat, med 5 invånare per kvadratkilometer.